# Playa de Palma

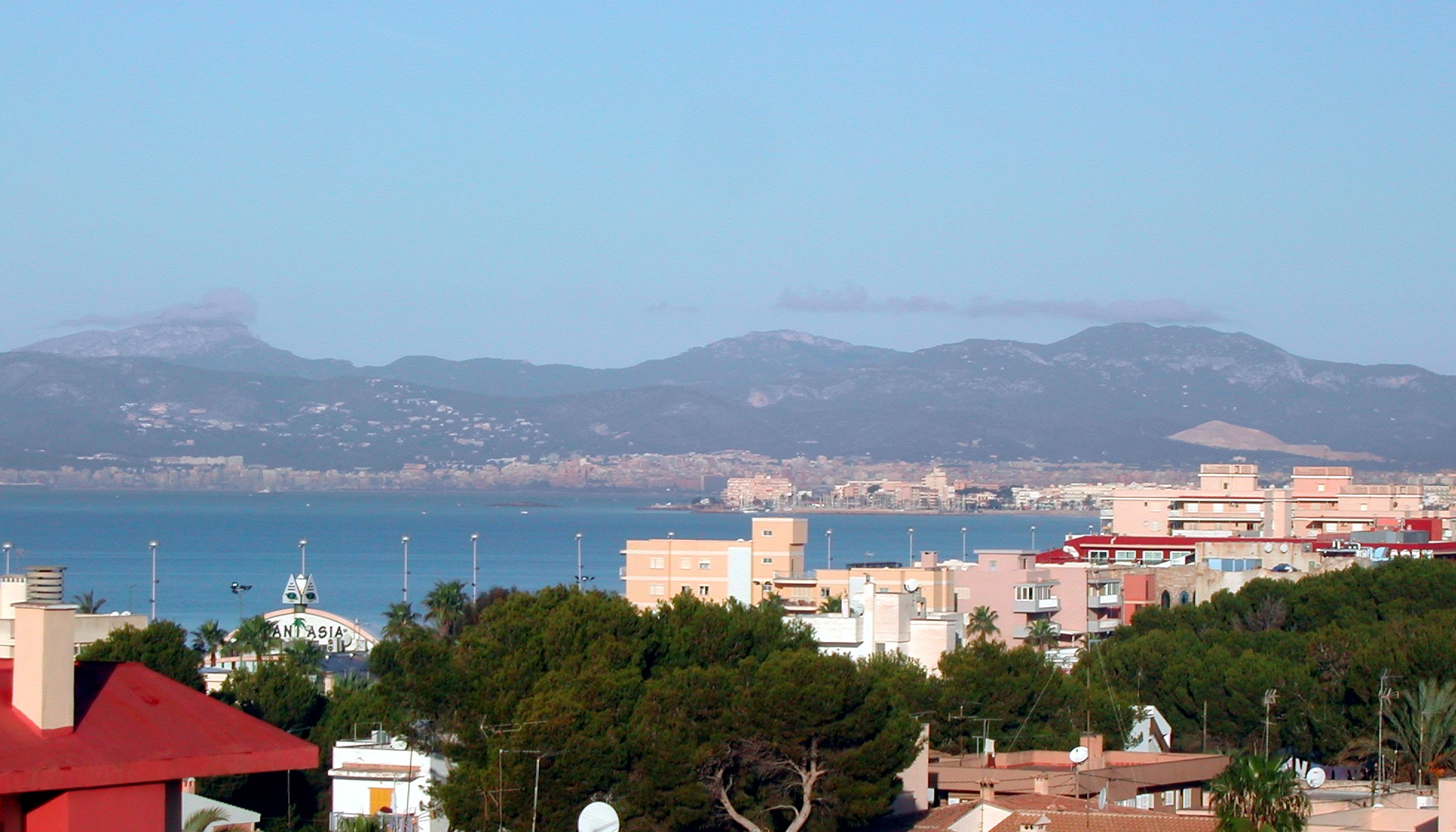
Vista de la Playa de Palma

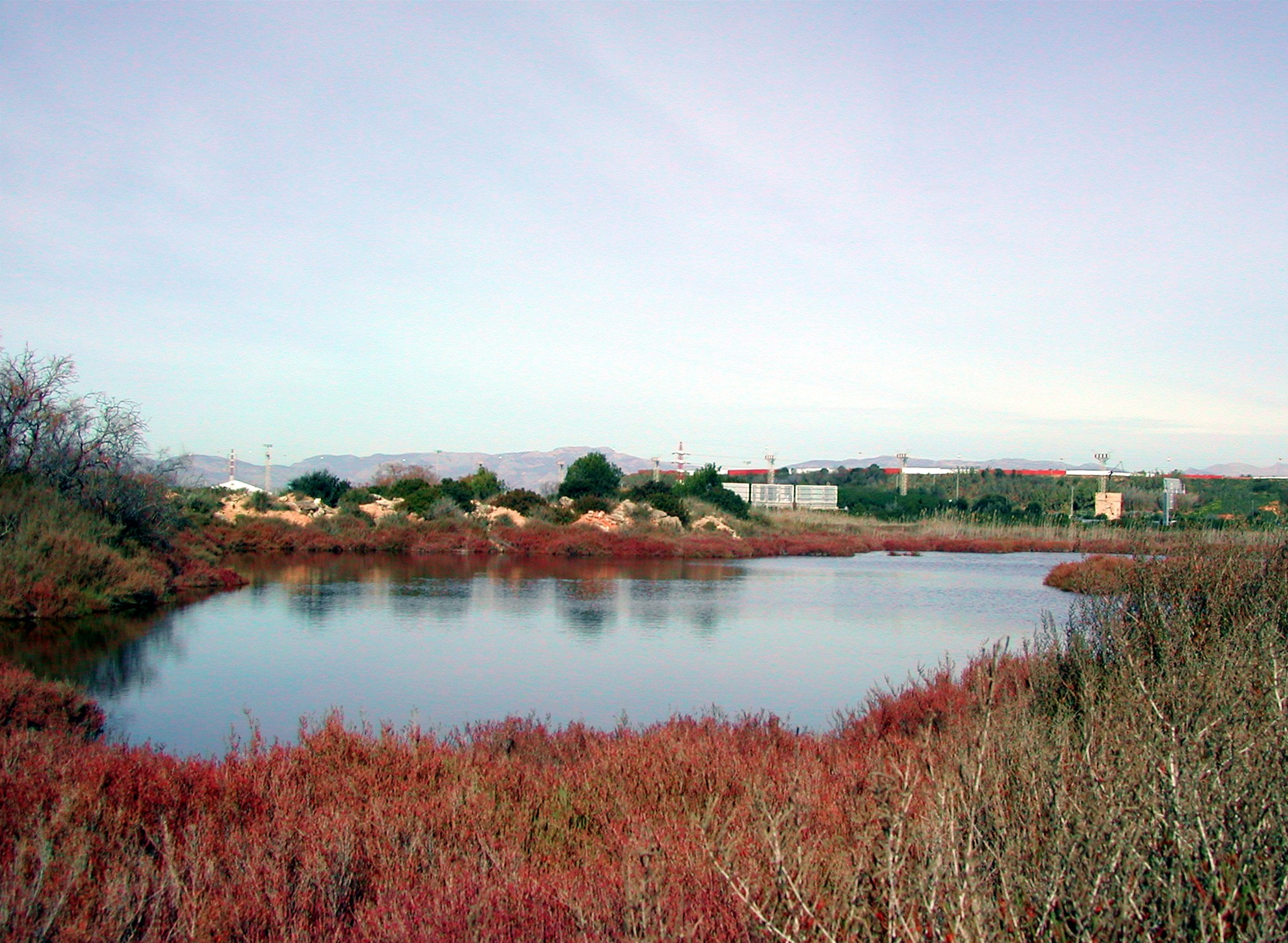

El distrito de la Playa de Palma (Platja de Palma oficialmente y en catalán) es una de las cinco zonas administrativas en que se divide el término municipal de Palma de Mallorca, en Baleares, España. Junto con la localidad turística de Magaluf, en el municipio de Calviá, se trata de uno de los principales destinos turísticos a nivel europeo.

## Barrios
|    |                 |                  |  |  |
|    | Barrio          | Población (2018) |  |  |
| 75 | Can Pere Antoni | 208              |  |  |
| 76 | El Molinar      | 9,091            |  |  |
| 77 | Coll de Rabasa  | 11,392           |  |  |
| 78 | Son Riera       | 353              |  |  |
| 79 | Can Pastilla    | 6,481            |  |  |
| 81 | Las Maravillas  | 5,144            |  |  |
| 82 | El Arenal       | 8,782            |  |  |
|    | TOTAL           | 41,541           |  |  |

### Actividades turísticas en Playa de Palma
Playa de Palma ofrece más de 4,5 km de arenal continuo con servicios familiares, chiringuitos y zonas de sombra, lo que la convierte en una de las playas mallorquinas mejor valoradas para ir con niños y personas mayores--destaca por su fácil acceso en transporte público y por la gran oferta de restauración en primera línea.
La franja costera es también un polo para los deportes acuáticos. Cada temporada se programan travesías de paddle-surf, regatas costeras y pruebas de natación en aguas abiertas organizadas por la marca «Palma Beach». A ello se suman tradicionales actividades de banana-boat, parasailing y escuelas de vela ligera repartidas entre Can Pastilla y s’Arenal.
En turismo deportivo la zona acoge, cada octubre, la TUI Palma Marathon, con más de 8.000 participantes de 50 países. En temporada media (marzo-abril) el destino recibe a unos 150.000 cicloturistas, un nicho que deja un impacto estimado de 180 M € en Baleares.
La oferta de ocio nocturno y gastronómico se ha sofisticado con aperturas como el club-restaurant «Joy Palace», situado en el hotel Universal Neptuno, que programa ciclos musicales temáticos y cocina fusión. La modernización incluye, además, pequeños hoteles de diseño como el Copaiba by Honne Hotels (2024), que apuesta por brunch unlimited y movilidad sostenible.
El Ayuntamiento de Palma ha solicitado fondos del Impuesto de Turismo Sostenible para renaturalizar espacios libres y mejorar la sostenibilidad ambiental de la zona, reforzando así la apuesta por un turismo de calidad.

### Hitos históricos turísticos
- 1953 – Inauguración del Hotel Riu San Francisco, primer establecimiento del hoy grupo internacional Riu Hotels, considerado el origen del despegue hotelero de la zona.[10]
- 1964 – Primera edición del Festival Internacional de la Canción de Mallorca, celebrada en el hotel Cristina de Playas de Palma; el certamen proyectó la isla como destino turístico a través de la música.[11]
- 2004 – Estreno de la Palma Marathon (entonces Maratón TUI), que pasará a ser uno de los eventos deportivos internacionales más importantes de la isla.[5]
- 2013 – Aprobación del Plan de Reconversión Integral (PRI) y anuncio de 100 M € en cuatro hoteles de nueva planta, punto de inflexión en la remodelación urbanística de la playa.[12]
- 2019 – El destino bate récords con 150.000 cicloturistas en temporada media, consolidando la diversificación del producto turístico.[6]
- 2024 – El Ayuntamiento presenta un proyecto de renaturalización y movilidad sostenible financiado con el ITS, orientado a convertir Playa de Palma en referencia de turismo responsable.[9]
- 23 de mayo de 2024 – Colapso de la terraza del Medusa Beach Club; el siniestro reabre el debate sobre seguridad y control urbanístico en zonas turísticas maduras.[13]